# Juan Sebastián López García
Juan Sebastián López García (Gáldar, 8 de diciembre de 1955) es profesor y doctor universitario, investigador, cronista oficial de Gáldar e Hijo Predilecto de esta ciudad grancanaria.

## Trayectoria
Realizó estudios en la Universidad de La Laguna, especializándose con doctorado en Historia del Arte. Ejerce como profesor Titular de Universidad de Composición Arquitectónica de la Universidad de Las Palmas de Gran Canaria (ULPGC), en el departamento de Arte, Ciudad y Territorio de la Escuela de Arquitectura, donde comenzó a impartir docencia en 1978. 
Ha desarrollado su especialidad en las áreas de investigación de centros históricos y patrimonio cultural, arquitectura y arte en Canarias. Como docente ha impartido clases en distintas universidades de Europa y América, especialmente, en la  Universidad de Guadalajara (México) donde imparte docencia en la Maestría Procesos y Expresión Gráfica en la Proyectación Arquitectónica-Urbana desde 1999.
Fue el director del Plan Maestro de La Antigua Guatemala, donde realizó diversos trabajos durante el periodo 2007-2010 y coordinó la XI Conferencia Internacional de Centros Históricos y Patrimonio Edificado Iberoamericano del Consejo Académico Iberoamericano, celebrada en Las Palmas de Gran Canaria en 2001. Participó como coordinador general en el comité de organización del XVI Congreso de Historia del Arte de España, celebrado en Las Palmas de Gran Canaria en 2006. Entre los años 1985 y 1988, ejerció como inspector territorial de Patrimonio Histórico de Las Palmas de Gran Canaria y entre 1991 y 1993, como comisario de Monumentos del Gobierno de Canarias. 
Desde 1989, ostenta la dirección del Aula de Humanidades y Sociales Celso Martín de Guzmán perteneciente a la Escuela Roberto Moreno Díaz de la Universidad de Las Palmas de Gran Canaria en Gáldar. Es miembro de diversas instituciones como el Instituto de Estudios Canarios,  Museo Canario, la Real Sociedad Económica de Amigos del País de Gran Canaria y Junta de Cronistas de Canarias.
Ha participado en cursos, congresos y seminarios en Argentina, Brasil, Chile, Cuba, España, Guatemala, Italia, México, Paraguay, Perú, Portugal y Uruguay.
En febrero de 2021, fue nombrado director insular de Patrimonio Histórico del Cabildo de Gran Canaria.

## Reconocimientos
Recibió la distinción de Hijo Predilecto de Gáldar (Gran Canaria) en 2006 y un año después, en 2007, fue nombrado Cronista Oficial de la misma ciudad grancanaria.

## Obras
- 1983-La arquitectura del renacimiento en el archipiélago canario, Instituto de Estudios Canarios, CSIC, ISBN: 978-84-00-05407-6
- 1999-Arquitectura y urbanismo en Canarias 1968-1988 (coordinador), Universidad de Las Palmas de Gran Canaria, Servicio de Publicaciones, ISBN: 84-95286-68-82007
- 2007-Catálogo de Bienes Culturales de las Aldeas Circundante de La Antigua Guatemala, con Manuel Jesús Martín Hernández, Carlos Enrique Berdúo Samayoa y Héctor Orlando Morales Dávila, Gobierno de Canarias. ISBN: 978-84-611-7596-6.
- 2008-Arte, Sociedad y Arquitectura en el siglo XVII. La cultura del barroco en Canarias, con Clementina Calero Ruiz, Colección Historia Cultural del Arte en Canarias, tomo III, Consejería de Educación, Universidades, Cultura y Deportes, Gobierno de Canarias, ISBN: 978-84-7947-486-7
- 2010-Los centros históricos de Canarias, Anroat Ediciones, ISBN 978-84-15148-16-6
- 2012-Plan maestro de la antigua Guatemala, Ciudad Patrimonio de la Humanidad, con Manuel Martín Hernández, Servicio de Publicaciones y Difusión Científica de la ULPGC / ISBN: 978-84-15424-99-4
- 2014-Arte. Lanzarote y su patrimonio artístico, con María de los Reyes Hernández Socorro (coordinadores), Cabildo de Lanzarote, ISBN: 978-84-95938-85-5[14][15][16]
- 2018-Canarias y América. Puentes artísticos en el siglo XX, con Rodrigo Gutiérrez Viñuelas, Cabildo de Gran Canaria, ISBN: 978-84-8103-877-4